# Kretov-Pervi
Kretov-Pervi - Кретов-Первый(rus) - és un poble (un khútor) de l'óblast de Bélgorod, a Rússia. El 2016 tenia 36 habitants. Pertany al districte (raion) de Gubkin.